# Arène Sami Hyypiä
L'arène Sami Hyypiä (en finnois : Sami Hyypiä areena) est une salle de sport située dans le quartier Tähte de Kuusankoski à Kouvola en Finlande,.

## Présentation
L'arène Sami Hyypiä a été mise en service en 2000. 
Lors de son inauguration en mai 2002, elle reçoit le nom du joueur de football Sami Hyypiä. 
Les partenaires fondateurs de Kuusankoski Palloiluhalli Oy sont : Kumu Junior Team ry., FC-Kuusankoski ry., Kuusankosken Puhti ry., Kuusankoski. 
La salle est bien adaptée, pour l'entraînement de sports de balle, comme le football et le baseball, ..., pour des camps de différentes durées et pour divers événements (foires, expositions, etc.).